# واسیلیفکا (شهرستان ایشیمبایسکی، باشقیرستان)
واسیلیفکا (انگلیسی: Vasilyevka, Ishimbaysky District, Republic of Bashkortostan) یک شهرک در شهرستان ایشیمبایسکی استان باشقیرستان کشور روسیه است.